# Minna Heinonen
Minna Heinonen, född 26 augusti 1967, är en finländsk bågskytt. Hon deltog vid olympiska sommarspelen 1988.